# Бюрбак
Бюрба́к (фр. Burbach) — коммуна на северо-востоке Франции в регионе Гранд-Эст (бывший Эльзас — Шампань — Арденны — Лотарингия), департамент Нижний Рейн, округ Саверн, кантон Ингвиллер. До марта 2015 года коммуна административно входила в состав упразднённого кантона Дрюлинген (округ Саверн).
Площадь коммуны — 6,34 км², население — 319 человек (2006) с тенденцией к стабилизации: 281 человек (2013), плотность населения — 44,3 чел/км².

## Население
Население коммуны в 2011 году составляло 309 человек, в 2012 году — 295 человек, а в 2013-м — 281 человек.
| 1962 | 1968 | 1975 | 1982 | 1990 | 1999 | 2006 | 2008 | 2011 | 2012 | 2013 |
| ---- | ---- | ---- | ---- | ---- | ---- | ---- | ---- | ---- | ---- | ---- |
| 297  | 308  | 302  | 286  | 288  | 309  | 319  | 322  | 309  | 295  | 281  |

Динамика населения:

## Экономика
В 2010 году из 231 человек трудоспособного возраста (от 15 до 64 лет) 168 были экономически активными, 63 — неактивными (показатель активности 72,7 %, в 1999 году — 68,6 %). Из 168 активных трудоспособных жителей работали 151 человек (84 мужчины и 67 женщин), 17 числились безработными (9 мужчин и 8 женщин). Среди 63 трудоспособных неактивных граждан 18 были учениками либо студентами, 21 — пенсионерами, а ещё 24 — были неактивны в силу других причин.